# Харрисон, Уолтер
Уолтер Харрисон (англ. Walter Ashley Harrison, род. 26 апреля 1930) — профессор прикладной физики, доктор философии.

## Биография
Вырос в Толидо, в 1953 году поступил в Корнеллский университет на факультет инженерной физики, где получил степень бакалавра. Стипендиант Гуггенхайма в области естественных наук для студентов США и Канады. Получил докторскую степень в Иллинойсском университете в Урбане-Шампейне в 1956. Девять лет проработал в секции физической металлургии при исследовательской лаборатории General Electric. Являлся профессором прикладной физики в Стэнфордском университете с 1965 по 2001, затем стал эмеритом. Кроме того, проводил исследования в качестве приглашённого учёного в Кембриджском университете (Клэр-холл) в 1970-1971 годах. Лауреат Премии Гумбольдта в 1982, которую использовал для проведения исследований в Институте исследований твёрдого тела имени Макса Планка в Штутгарте. Дополнительно работал консультантом в Лос-Аламосской национальной лаборатории. Сотрудник компании Acorn Technologies, Inc. Является членом Американского физического общества и Европейского физического общества.

## Публикации
- Харрисон У. А. Псевдопотенциалы в теории металлов. — М.: Мир, 1968. — 366 с.
- Харрисон У. А. Электронная структура и свойства твёрдых тел. В 2 т. — М.: Мир, 1983.[2]